# Gari Uranga
Garikoitz Uranga Luluaga (Ibarra, Guipúzcoa, 21 de junio de 1980) es un futbolista español retirado. Jugaba de interior izquierdo.

## Trayectoria
Llevó a cabo su carrera profesional principalmente en la Real Sociedad, equipo en el que se formó y con el que llegó a jugar cerca de 80 partidos en la Primera división española. Aparte de la Real jugó dos campañas cedido por este club en la SD Eibar y en el Getafe CF. En la temporada 2003-04 fue pieza clave del histórico primer ascenso del Getafe CF a Primera División.
En 2008 quedó desvinculado de la Real y fichó por el CD Castellón, equipo con el que jugó dos temporadas en la Segunda División española.
Con 30 años de edad se ha visto obligado a dejar el fútbol profesional debido a una lesión degenerativa del cartílago de la rodilla derecha, que a día de hoy no tiene cura posible. Esta lesión se le manifestó durante la temporada 2009-10 que disputó con el CD Castellón en la Segunda División española y motivó el anuncio de su retirada al finalizar la temporada.

## Clubes
| Real Sociedad B                 | España | Tercera División   | 2000/01        | 36  | 6  |   |   |
| Real Sociedad B                 | España | Segunda División B | 2001/02        | 31  | 2  |   |   |
| Real Sociedad                   | España | Primera División   | 2001/02        | 1   | 0  | 1 | 0 |
| SD Eibar                        | España | Segunda División   | 2002/03        | 19  | 2  | 0 | 0 |
| Getafe CF                       | España | Segunda División   | 2003/04        | 38  | 5  | 1 | 0 |
| Real Sociedad                   | España | Primera División   | 2004/05        | 28  | 5  | 2 | 0 |
| Real Sociedad                   | España | Primera División   | 2005/06        | 33  | 0  | 1 | 0 |
| Real Sociedad                   | España | Primera División   | 2006/07        | 20  | 2  | 2 | 0 |
| Real Sociedad                   | España | Segunda División   | 2007/08        | 34  | 2  | 1 | 0 |
| CD Castellón                    | España | Segunda División   | 2008/09        | 32  | 5  | 3 | 0 |
| CD Castellón                    | España | Segunda División   | 2009/10        | 20  | 1  |   |   |
| Total                           | Total  | (en Segunda B)     | (en Segunda B) | 31  | 2  |   |   |
| Total                           | Total  | (en Segunda)       | (en Segunda)   | 143 | 15 | 5 | 0 |
| Total                           | Total  | (en Primera)       | (en Primera)   | 82  | 7  | 6 | 0 |
| Actualizado 21 de junio de 2009 |        |                    |                |     |    |   |   |

## Palmarés

### Campeonatos nacionales
| Título                            | Club          | País   | Año  |
| --------------------------------- | ------------- | ------ | ---- |
| Copa de Campeones de Liga Juvenil | Real Sociedad | España | 1999 |